# Jun Aoyama
Jun Aoyama (青山 隼, Aoyama Jun, Sendai, 3 januari 1988) is een Japans voormalig voetballer die als middenvelder speelde.

## Clubcarrière
Aoyama begon zijn carrière in 2006 bij Nagoya Grampus. Aoyama speelde tussen 2006 en 2015 voor Nagoya Grampus, Cerezo Osaka, Tokushima Vortis en Urawa Reds. Aoyama beëindigde zijn spelersloopbaan in 2015.

## Interlandcarrière
Aoyama speelde met het nationale elftal voor spelers onder de 20 jaar op het WK –20 van 2007 in Canada.